# Nephrotoma ruwenzoriana
Nephrotoma ruwenzoriana is een tweevleugelige uit de familie langpootmuggen (Tipulidae). De soort komt voor in het Afrotropisch gebied.